# تيد بوركي
تيد بوركي (بالإنجليزية: Ted Bourke)‏ هو لاعب كرة قدم أسترالية أسترالي، ولد في 13 نوفمبر 1925، وتوفي في 30 يوليو 2014.

## وصلات خارجية
- تيد بوركي على موقع AustralianFootball.com (الإنجليزية)
- تيد بوركي على موقع AFLtables.com (الإنجليزية)